# Прави Сурфери
Прави Сурфери (енгл. Surf's Up) амерички је анимирани филм из 2007. године  у режији Еша Бренона и Криса Бака. Филм заправо представља пародију на спортске документарне филмове о сурфингу.

## Улоге
| Глумац:       | Улога:                    |
| ------------- | ------------------------- |
| Шаја Лабаф    | Коди Маверик              |
| Џеф Бриџиз    | Езекијел Топанга (Биг Зи) |
| Зои Дешанел   | Лани Аликај               |
| Џон Хедер     | Пиле Џо                   |
| Џејмс Вудс    | Реџи Белафонти            |
| Дидрик Бејдер | Тенк Еванс                |
| Марио Кантон  | Мајки Абромовиц           |
| Кели Слејтер  | Кели                      |
| Роб Мачадо    | Роб                       |
| Сал Масекела  | Најављач СПЕН-а           |
| Еш Бренон     | Филмаш                    |
| Крис Бак      | Филмаш 2                  |
| Брајан Посејн | Глен Маверик              |
| Дејна Белбен  | Една Маверик              |
| Рид Бак       | Арнолд                    |
| Рис Илоу      | Кејт                      |
| Џек Пи Ранџо  | Смуџ                      |
| Метју Тејлор  | Иван/Гленов друг          |

## Музика
Листа песама из филма:
1. 3:09
2. – 3:52
3. – 3:11
4. – 4:35
5. – 3:40
6. – 4:44
7. – 3:32
8. – 4:11
9. – 2:57
10. – 1:41
11. – 3:37
12. – 2:57
13. – 4:57
14. – 3:14

Укупно трајање - 50:17